# Bangaly Condé
Bangaly Condé – gwinejski piłkarz grający na pozycji pomocnika. W swojej karierze grał w reprezentacji Gwinei.

## Kariera reprezentacyjna
W 1976 roku Condé został powołany do reprezentacji Gwinei na Puchar Narodów Afryki 1976. Wystąpił w nim w pięciu meczach: grupowych z Egiptem (1:1), z Etiopią (2:1) i z Ugandą (2:1) oraz w grupie finałowej z Nigerią (1:1) i z Egiptem (4:2). Z Gwineą wywalczył wicemistrzostwo Afryki.